# 오이시 노부유키 (1974년)
오이시 노부유키(일본어: 大石 信幸, 1974년 5월 23일 ~ )는 일본의 전 축구 선수이다.

## 구단 경력
1993년 일본 사커 리그의 [요코하마 플뤼겔스[]]에 입단했다. 1993년에 천황배 우승을 차지했다. 1996년후 현역 은퇴.